# Teddy Kline
 Teddy Kline (* um 1900; † nach 1930) war ein amerikanischer Jazzmusiker (Klarinette, Altsaxophon und Bandleader), der im Deutschland der Weimarer Republik aktiv war.

## Leben
Kline arbeitete Ende der 1920er-Jahre in Berlin mit den Jazz-Orchestern von Sam Baskini und Theo Mackeben sowie mit The Cassidy's New Rhythmists, mit denen Aufnahmen für Kalliope bzw. Ultraphone entstanden. Mit seinem eigenen Orchester nahm er im Juni 1929 mehrere Titel für Homokord auf, darunter die Hot-Jazz-Nummer „I'm Doing What I'm Doing for Love“, mit dem Refrain-Gesang der „Two Jazzers“ (Lászlo Mocsányi und Tibor Lakos), ferner die damals populären Nummern „Diga Diga Doo“, „Can’t Help Lovin’ Dat Man“, „Deep Night“, „I Lift Up My Finger and Say ‚Tweet, Tweet‘“ oder Tagesschlager wie „Zwei Kravatten“. In Klines Band spielten Musiker wie Billy Barton (Tenor- und Bass-Saxophon), Mike Danzi (Banjo) und George Haentzschel (Piano), kurze Zeit auch der französische Klarinettist Christian Wagner. Eigentlicher Bandleader war Mike Danzi; da dieser jedoch bei der Homokord-Gesellschaft einen Exklusiv-Vertrag hatte, musste Teddy Kline zum offiziellen Bandleader ernannt werden. Da Teddy Kline aus Virginia stammte, wurde die Kapelle The Virginians benannt. Klines Orchester war in Berlin sehr populär und genoss ein Ansehen wie zeitgenössische Bands von Marek Weber, Paul Godwin, Julian Fuhs oder Stefan Weintraub's Syncopators. 1930 spielte er noch mit Billy Barton und seiner Havana Band; aus späten Jahren liegen keine Aufnahmen Klines vor. Im Bereich des Jazz war er zwischen 1929 und 1930 an zwanzig Aufnahmesessions beteiligt.